# Moravščina
Moravščina (moravsko moravščina, češko moravský jazyk, moravština) je zahodnoslovanski jezik. Nejasno je, ali gre za poseben jezik ali zgolj za narečje češkega jezika, čeprav se moravščina razlikuje od knjižne in pogovorne češčine in je blizu slovaščini. Izoblikovan je pokrajinski knjižni jezik, ki pa se ne uporablja v javnem življenju.
Moravščino govorijo na vzhodnem in jugovzhodnem delu Češke.

## Narečja
Moravščina ima tri narečne skupine: srednjemoravsko, vzhodnomoravsko in zahodnomoravsko. Vzhodna narečja so najbližja slovaškemu jeziku, medtem ko se zahodna narečja približujejo šlezijščini in poljščini.

## Značilnosti
Moravščina ima dolga dvoglasnika ou in ej namesto u in e. V zapisu sta dvoglasnika označena z ú in ý. V osrednjih narečjih se pojavljata samo dolgi ó in é, medtem ko v zahodnih narečjih govorijo kratki u in e.
Kjer se v češčini pojavlja e, je v moravščini pogosto a (npr. česko: ulice, moravsko: ulica). V mestniku pri srednjem in moškem spolu je končnica i, npr. češ.: v Bystrci, mor.: v Bystrcu.

## Vprašanje moravskega jezika
V srednjem veku so Moravci še gospodovali nad Čehi, potem pa se je položaj obrnil. Vendar se je moravska identiteta ohranila do 19. stoletja in v srednjeveških dokumentih se omenja poseben moravski jezik.
Na Moravskem od 20. stoletja delujejo skupine, ki si prizadevajo za večjo samostojnost znotraj Češke in za uradno priznanje moravskega jezika. Manjša skupina izobražencev si obenem prizadeva standardizirati moravščino.
V popisu prebivalstva leta 1991 se je 1 362 000 ljudi po narodnosti opredelilo za Moravce; leta 2001 pa le še 380 474 in v letu 2011 je bilo 522 474. Mnogo Moravcev za svoj materni jezik šteje češčino.

## Primer
Molitev Oče naš v moravščini:
Otče náš, jenž seš na nebesách,
posvět' se jméno Tvy.
Bud' vůla Tvoja jako v nebi, tak aj na zemi.
Chlíb náš vezdéší dé nám dneska.
A odpust' nám naše viny,
jako aj my odpouštime našim viníkom.
A neuved' nás v pokušeního, ale zbav nás od zlyho.
Nebot' Tvy je králostvi aj moc aj sláva na věke. Amen.